# 5.5.5 (película)
5.5.5 es una película argentina dirigida por Gustavo Giannini y Leandro Visconti y protagonizada por Antonio Birabent, Gonzalo Suárez y Belén Chavanne. Fue estrenada el 14 de febrero de 2013.

## Sinopsis
Gabriel Paso, un profesor de Filosofía y Lógica de una secundaria nocturna, se acaba de separar de su esposa, por lo que se instala en un departamento sin amoblamiento que le fue facilitado por su primo Tony. Una joven estudiante y aspirante a artista, Amnis Valsud Rodríguez, aparece en la escuela donde trabaja Gabriel y lo invita a asistir a una exposición de cuadros que ella pintó, los cuales son todos reproducciones de los dibujos proféticos de Benjamín Solari Parravicini. Gabriel y Amnis pasan la noche juntos, y luego ella desaparece, dejándole un número telefónico en el cual la puede contactar.
Al día siguiente Gabriel compra libros de Pedro Romaniuk, Norbert Pákula y Sigurd Von Wurmb, y empieza a estudiar la obra de Solari Parravicini. Pronto empapela las paredes de su departamento con fotocopias de los dibujos del artista, convirtiéndolas en un tablero de conspiración. Mientras tanto intenta contactar a Amnis a través del teléfono que le dio y en la dirección asociada al mismo, pero solo encuentra a una mujer anciana que le dice que no conoce a la joven.
Continuando con su investigación sobre las profecías de Solari Parravicini, Gabriel llega a la conclusión que el artista había anunciado la colisión del planeta Hercólubus con la Tierra, por lo que visita la Asociación Argentina Amigos de la Astronomía para entrevistar a un experto y comprobar si sus ideas tienen sustento. Sin embargo un astrónomo que encuentra allí le dice que no hay evidencia científica sobre ello, y lo invita a visitar a un pintor que le habla sobre Nibiru. Luego de ello su primo Tony lo pone en contacto con un geólogo, el cual le confirma que la colisión de un astro contra la Tierra podría alterar el eje del planeta, haciendo que se produzcan inundaciones. Por ese motivo Gabriel se obsesiona con la posibilidad de que ciertas zonas de Argentina se vean cubiertas por el océano, por lo que señala sobre un mapa la porción territorial que él cree se mantendrá a salvo. 
Tras ello se contacta con un tío suyo, el cual es aparentemente un agente de inteligencia. Este le entrega una lista con nombres de empresas e individuos extranjeros que han adquirido grandes terrenos en la zona de Argentina a la que Gabriel considera segura ante un cataclismo, dando a entender que hay gente fuera del país que conoce la obra de Solari Parravicini y está tomando precauciones en caso de que sea cierto lo que profetizaba. Gabriel se sube a un tren del Subte de Buenos Aires, donde un misterioso hombre lo acosa y lo persigue. Empero, termina escapando ileso.
Al retornar a su departamento relee todo el material de su investigación, y anota en un cuaderno que la cifra 5-5-5, en la obra de Solari Parravicini, anuncia que un meteorito caerá en la Tierra en 2036, causando un cataclismo. A continuación Gabriel busca a su hija y le muestra el cuaderno, además de explicarle todo lo que sabe del artista. Ello solo empeora la relación con su exesposa.
Después de soñar que una ola gigante inundaría Buenos Aires, Gabriel vuelve a buscar a Amnis en la casa donde habita la mujer anciana que dice no conocerla, aunque esta vez consigue que la señora lo deje pasar al interior. Mientras conversan, Gabriel ve en un portarretrato la fotografía de la nieta de la anciana, la cual se parece mucho a Amnis. Poco después esa misma mujer arriba a la casa junto a su marido y su hija recién nacida, la cual, para sorpresa de Gabriel, se llama Amnis. Alterado por la coincidencia, descubre también que la bebé tiene la misma marca de nacimiento en la mano que tenía la estudiante que él conoció, por lo que se va del lugar completamente desorientado y abandonando su cuaderno. Sin entender bien lo que sucede, regresa a su departamento, destruye el tablero de conspiración y telefonea a su exesposa y a su hija. Luego suena el timbre, abre la puerta y es asesinado con una inyección de veneno por el hombre que lo había perseguido en el tren subterráneo.
En el epílogo se ve la secuencia completa del sueño de Gabriel en el que camina por una Buenos Aires abandonada que es inundada por una enorme ola del mar, y la Amnis estudiante pronuncia un monólogo en el que sugiere que es una niña índigo, dando a entender que ella usó sus poderes especiales para obtener la información que descubrió Gabriel y salvar así a la gente de morir ahogada por el tsunami que provocó el asteroide que cayó en la Tierra en 2036.

## Reparto
- Antonio Birabent como Gabriel
- Gonzalo Suárez como Tony
- Belén Chavanne como Amnis
- Nancy Anka como La esposa
- Pochi Ducasse como La abuela
- Daniel Fanego como El hombre de negro
- Norman Briski como El pintor cósmico
- Ricardo Bauleo como El librero
- Atilio Pozzobón como El taxista
- Adrián Yospe como El astrónomo
- Rolando Graña como El geólogo